# Luis Mejía Oviedo
Luis Mejía Oviedo  (* 4. September 1953) ist ein dominikanischer Geschäftsmann, Publizist und Sportfunktionär.

## Allgemeines
Luis Mejía Oviedo studierte Wirtschaftswissenschaften an der Universidad Autónoma de Santo Domingo und machte dort seinen Abschluss. Er belegte zudem Kurse in Kommunikationstechnik an der Päpstlichen Katholischen Universität „Mater et Magistra“.
Nach seinem Studium war Mejía Oviedo in der Verwaltung unterschiedlicher dominikanischer Unternehmen beschäftigt. Seit 1996 produziert er Sendungen und Beiträge für das Kabelfernsehen und für das Radio.

## Sportadministration
Luis Mejía Oviedo beschäftigte sich zuerst mit administrativen Aufgaben im Baseball und im Softball. Von 1983 bis 2009 war er Präsident des nationalen Softballverbandes. Seit 2003 ist er Präsident des dominikanischen NOKs. Zuvor, von 1991 bis 2003 war er der Generalsekretär des NOKs.

## IOC-Mitgliedschaft
2017 wurde Luis Mejía Oviedo zum IOC-Mitglied gewählt.